# Ku Kuo-Chian
Detta är ett kinesiskt namn; familjenamnet är Ku.
Ku Kuo-Chian (förenklad kinesiska: 古国谦; traditionell kinesiska: 古國謙; pinyin: Gǔ Guóqiān), född den 10 november 1968 i länet Pingtung på Taiwan, är en före detta basebollspelare som tog silver vid olympiska sommarspelen 1992 i Barcelona.